# ایستگاه قطار شهری فجر
ایستگاه قطار شهری فجر یکی از ایستگاه‌های خط ۲ قطار شهری مشهد است که در میدان فجر، تقاطع بلوار طبرسی شمالی با بزرگراه‌های شهید میرزایی و بابانظر قرار دارد. این ایستگاه تنها ایستگاه قطار شهری مشهد است که به بزرگراه صدمتری مشهد (بزرگراه شهید میرزایی) که یکی از مهمترین معابر مشهد است، خدمت‌رسانی می‌کند. این ایستگاه در تاریخ ۲ اسفند ۱۳۹۵ به بهره‌برداری رسید.
این ایستگاه با معماری مدرن طراحی شده و مجهز به سیستم‌های تهویه، روشنایی و ایمنی پیشرفته است. دارای پله‌برقی، آسانسور و امکانات ویژه برای افراد دارای معلولیت است.
ساعات کار این ایستگاه در روزهای کاری از ۶ صبح تا ۱۰ شب و در روزهای تعطیل از ۷ صبح فعالیت دارد.